# Monika Dethier-Neumann
Monika Dethier-Neumann, geborene Neumann (* 26. Februar 1960 in Eupen) ist eine belgische Innenarchitektin, Jugendleiterin und Politikerin der Partei Ecolo, die in der Landespolitik der Wallonischen Region und in der Kommunalpolitik in Eupen (in der Deutschsprachigen Gemeinschaft) tätig ist.

## Biographie
Monika Neumann wuchs in Eupen auf und arbeitete als Jugendleiterin im Herver Land (Pays de Herve), woher auch ihr Ehemann Dominique Dethier stammt. Im nahe gelegenen Lüttich studierte sie am Institut St-Luc Innenarchitektur. In den Jahren von 1980 bis 1984 erstellte sie den Projektentwurf für einen Schreinereibetrieb und leitete auch die Baustelle. Anschließend war sie bis 1992 in einem katholischen Jugendheim in Eupen in der Jugendarbeit tätig. 1992 machte sie sich als Innenarchitektin selbständig und gründete mit zwei Architekten, darunter ihrem Ehemann, das Atelier Weiherhof in Eupen.
2000 trat Monika Dethier-Neumann in die Partei Ecolo ein. Von 2001 bis 2004 war sie für Ecolo Mitglied des Stadtrats von Eupen und zog 2004 als Abgeordnete von Ecolo für das Gebiet von Verviers ins Wallonische Parlament ein. 2009 wurde sie wiedergewählt und war kurzzeitig Interimspräsidentin des Wallonischen Parlaments, bis sie dieses Amt am 16. Juli 2009 ihrer Parteifreundin Emily Hoyos überließ. Sie stand dem Wallonischen Parlament als erste Frau, erste Grüne und erste Person aus der Deutschsprachigen Gemeinschaft vor. Sie wurde Vorsitzende des Ausschusses für öffentliche Arbeiten, Landwirtschaft, ländlichen Raum und Kulturerbe. Dieses Amt hatte sie bis zum Ende der Legislaturperiode 2014 inne. Ab 2003 war sie auch Mitglied des föderativen Rats von Ecolo in Namur. 2012 wurde sie wieder in den Eupener Stadtrat gewählt.
Am 17. Oktober 2013 wurde sie bei einem Autounfall mit einem 87-jährigen Geisterfahrer, der mit leichten Blessuren davonkam, auf der Autobahn bei Verlaine auf dem Weg ins Wallonische Parlament lebensgefährlich verletzt und kam auf die Intensivstation des Krankenhauses von Huy. Am 6. Dezember 2013 wurde sie aus dem Krankenhaus entlassen. Erst nach längerer Rehabilitation konnte sie am 26. März 2014 ihre Abgeordnetentätigkeit als Kommissionsvorsitzende wieder aufnehmen, doch endete ihr Mandat im Mai 2014. Selbst nach ihrer Entlassung aus dem Krankenhaus hatte sie noch größere gesundheitliche Beschwerden. Sie trat nicht noch einmal bei den Wahlen am 25. Mai 2014 fürs Wallonische Parlament an, unterstützte jedoch den Wahlkampf von Ecolo. Nach wie vor blieb sie Mitglied des Stadtrats von Eupen. Im Oktober 2014 übernahm sie mit dem Ameler Politiker Frederic Arens den gemeinsamen Vorsitz des Ecolo-Regionalverbands von Ostbelgien, der die Lokalgruppen der DG umfasst. Arens trat allerdings am 31. März 2016 aus privaten Gründen von seinem Amt zurück.

## Familie
Monika Dethier-Neumann ist seit 1980 mit dem belgischen Architekten Dominique Dethier verheiratet, mit dem sie drei erwachsene Söhne hat. Sie spricht unter anderem Französisch und Deutsch.